# Macrolobalia ocellata
Macrolobalia ocellata är en insektsart som först beskrevs av Johann Gottlieb Otto Tepper 1896.  Macrolobalia ocellata ingår i släktet Macrolobalia och familjen gräshoppor. Inga underarter finns listade i Catalogue of Life.